# Dr. Jekyll e Mr. Hyde (album)
Dr. Jekyll e Mr. Hyde è il sesto album in studio del gruppo musicale italiano Equipe 84.

## Storie
Dopo le vicissitudini dei tre anni precedenti, con l'arresto di Cantarella e i cambi di formazione, il gruppo cambiò casa discografica, passando alla Ariston Records di Alfredo Rossi.
Il cambio di etichetta coincide con uno stabilizzarsi della formazione, grazie al ritorno di Cantarella, mentre Dario Baldan Bembo venne sostituito da Thomas Gagliardone alle tastiere, Baldan Bembo volle invece iniziare una propria carriera solista anche se scrive per il vecchio gruppo la musica di un nuovo successo, "Diario", su testo di Vandelli, che riporta il gruppo in hit parade.
Dopo questo 45 giri, pubblicato nella primavera 1973, viene pubblicato dopo l'estate un secondo singolo, Clinica fior di loto, che riscosse un buon successo radiofonico. Le quattro canzoni del 45 giri furono poi inserite nell'album, (Clinica fior di loto, però, nel 33 giri è intitolata Clinica fior di loto Spa).
L'album segna un ritorno deciso verso la canzone, dopo gli esperimenti dei dischi precedenti, soprattutto nelle canzoni del lato A, le uniche eccezioni sono presenti sul lato B, con Dr. Jekill, un pezzo strumentale con influssi jazz con il sax suonato da Hugo Heredia, collegato come una suite al brano seguente, La domenica di mr. Hide, mentre Signor J. è un brano recitato da Victor Sogliani, con una base di tastiere. "Senza senso" è una canzone che inizia con alcune percussioni e un coro di sottofondo, mentre la voce femminile di Donatella Bardi canta le parole del titolo, nel finale c'è un assolo di chitarra di Alberto Camerini.
Il titolo dell'album deriva, appunto, da questa divisione stilistica tra i due lati del disco.
Tra gli altri musicisti ospiti ci furono Paolo Siani (componente dei Nuova Idea), che entrerà poi nel gruppo come batterista dal 1976 al 1977.
La produzione del disco è curata dallo stesso Vandelli, la copertina è suddivisa in quattro parti, e raffigura ognuno dei quattro membri del gruppo in ognuna di esse.
Il disco è stato ristampato in CD nel 2004.

## Tracce
Lato A
1. Clinica Fior di Loto S.p.A. – 5:05 (Testo e musica di Maurizio Vandelli)
2. L'uomo di stracci – 2:42 (Testo di Maurizio Vandelli; musica di Gianluigi Guarnieri)
3. Primavera – 4:15 (Testo di Maurizio Vandelli e Alberto Salerno; musica di Damiano Dattoli)
4. Meglio – 3:27 (Testo e musica di Maurizio Vandelli)
5. Diario – 3:50 (Testo di Maurizio Vandelli e Leonardo Ricchi; musica di Dario Baldan Bembo)

Lato B
1. Signor J. – 2:15 (Musica di Maurizio Vandelli)
2. Sigaretta e via – 2:30 (Testo e musica di Maurizio Vandelli)
3. Dr. Jekyll – 2:58 (Testo e musica di Maurizio Vandelli)
4. La domenica di Mr. Hyde – 4:50 (Testo e musica di Maurizio Vandelli)
5. Senza senso – 3:10 (Testo e musica di Maurizio Vandelli)

## Formazione
Gruppo
- Maurizio Vandelli - voce, chitarra
- Victor Sogliani - voce, chitarra, basso
- Thomas Gagliardone - tastiere, cori
- Alfio Cantarella - batteria

Altri musicisti
- Donatella Bardi - voce (in Senza senso)
- Alberto Camerini - chitarra elettrica
- Franco Orlandini - chitarra
- Paolo Siani - percussioni
- Hugo Heredia - sax, flauto